# Eumaschane laura
Eumaschane laura är en fjärilsart som beskrevs av William Schaus 1906. Eumaschane laura ingår i släktet Eumaschane och familjen tandspinnare. Inga underarter finns listade i Catalogue of Life.